# フルチェンケータイ re
フルチェンケータイ re W63S（フルチェンケータイ アールイー ダブリューろくさんエス）は、ソニー・エリクソン・モバイルコミュニケーションズ（現：ソニーモバイルコミュニケーションズ）が日本国内向けに開発したauブランドを展開するKDDIおよび沖縄セルラー電話のCDMA 1X WIN対応携帯電話である。

## 特徴
本体の外装を本格的にチェンジ(折りたたみ型において、液晶画面裏、テンキー面、テンキー裏面の3面を着せ替えできる)できる、業界初の全面的な着せ替えである『フルチェンケータイ』に対応した機種である。
同時発表された夏モデルラインナップの中ではミドルレンジに位置する端末であり、320万画素カメラやWQVGA液晶、ワンセグなどを装備するが2008年の夏期においてはほぼすべて標準的な機能であり、機能面においては目立った特徴は無いとも言える。また、KCP+対応であるが、同時発表された東芝製のW62T同様、Bluetoothには対応していない。
ボディカラーは初期の5色の他に、同年の秋冬向けに10月下旬に追加色5色が発表された。本機はパネルを全て交換することで違うボディカラーに変更することが出来るが、ベースとなる素の状態の本体色はパープルとブルーが白、その他の色が黒と2種類のみである。ただし、初期装着されるパネルに応じて型番号や製造番号は異なる。

## 沿革
- 2008年6月3日 KDDIより発表。
- 2008年7月4日 全国にて初期の5色(ホワイト、シルバー、オレンジ、グリーン、ピンク)が一斉発売。
- 2008年10月27日 秋冬用の追加色5色(ゴールド、ラベンダー、ブルー、レッド、ブラック)がKDDIより発表された。
- 2008年11月1日 秋冬用の追加色5色が全国にて一斉発売。

## 対応サービス
- au Smart Sports
- オーディオ機器連携
- LISMO Music（LISMOビデオクリップ対応）
- LISMO Video
- EZナビウォーク（声de入力・3D対応）
- EZ助手席ナビ
- ナカチェン
- フルチェン
- 安心ナビ
- 災害時ナビ
- 緊急通報位置通知
- EZ FeliCa
- モバイルSuicaアプリ
- EZチャンネルプラス
- 赤外線通信
- EZケータイアレンジ
- EZアプリ Full Game!
- PCサイトビューアー
- EZアプリ (BREW)（オープンアプリプレイヤー対応）
- デコレーションメール
- 絵しゃべりメール
- ラッピングメール
- Touch Message

## 不具合
2008年8月22日に以下の不具合の修正がケータイアップデートにより行われた。
- EZweb等利用中に電源のリセットやキー操作を受け付けない状態になる場合がある
- EZwebの接続やEメールの通信に失敗する場合がある
- カメラを起動中にキー操作やカメラ切替を行った場合電源がリセットする場合がある
- 電池残量レベルが正しく表示されない、または、正しく充電できない場合がある
- ケータイサイトの会員登録や登録済サイトへの接続ができない場合がある

2008年10月8日に以下の不具合の修正と機能追加がケータイアップデートにより行われた。
- ワンセグ視聴中に本体の開閉を繰り返すと、メインディスプレイやサブディスプレイの表示が更新されない、または、キー操作を受付けない状態になる場合がある
- 会員登録済の特定サイトにおいて、初期値が入力項目に表示されない場合がある
- メール・EZweb等の通信機能やカメラキー等の機能の使用を制限する「通話限定」機能を追加

2008年10月11日に以下の不具合の修正が前回10月8日のアップデートに追加するかたちで行われた。
- 文字入力時の学習機能が正しく機能しない場合がある

2008年12月24日に以下の不具合の修正がケータイアップデートにより行われた。
- 待受画面のショートカットメニューを削除すると電源のリセットやキー操作を受付けない状態になる場合がある
- 節電機能が正しく動作しない場合がある

2009年7月24日に以下の不具合の修正と変更がケータイアップデートにより行われた。
- SSLサイトで大きなファイルアップロードを行うと時々接続が切断される場合がある
- アラームが鳴動しない場合がある
- マルチプレイウィンドウにて「データフォルダ」と「microSDデータフォルダ」を同時起動しようとした場合に表示されるポップアップ画面の内容を変更

2010年2月17日に以下の不具合の修正がケータイアップデートにより行われた。
- ケータイサイトの会員登録や登録済サイトへの接続がごく稀に正しくできない場合がある
- 待受画面で3カ月カレンダーが正しく表示されない場合がある

## フルチェン（ケータイ）
ケータイの外観と中のコンテンツを有償でチェンジできるサービス。このサービスは全国のauショップ・一部除くPiPitで希望の外装パーツを購入するという形でサービスを受けられる（新規に外装パーツを交換の場合）。なお交換・取付はショップ店員により行うため、ユーザー自身での取付・交換はできない。
- 星空
- トラベル
- ストライプ
- デイドリーム
- ドロップ
- ジャイアンツ
- ベイスターズ
- タイガース
- カープ
- ドラゴンズ
- ファイターズ
- 鹿島アントラーズ
- 007
- パンソンワークス（PansonWorks）×キン肉マン
- 北斗の拳
- FREEDOM PROJECT
- 魔法先生ネギま
- のだめカンタービレ
- JAL

など